# Chloropsina rohaceki
Chloropsina rohaceki is een vliegensoort uit de familie van de halmvliegen (Chloropidae). De wetenschappelijke naam van de soort is voor het eerst geldig gepubliceerd in 2000 door Nartshuk.